# Александар Ламет
Александар Теодор Виктор, гроф Ламета (фр. Alexandre-Théodore-Victor, comte de Lameth; 20. октобар 1760. - 18. март 1829) је био француски политичар и војник из периода Француске револуције и Наполеонових ратова.

## Биографија
Рођен је у Паризу 1760. године. Био је син Луја Шарла Ламета и Марије Терезе. Његова мајка била је миљеница Марије Антоанете. Имао је двојицу браће: Теодора (1756-1854), који је учествовао у Америчком рату за независност, и Шарла, такође успешног војсковођу. Учествовао је у Америчком рату за независност као пуковник. Био је витез Малтешког реда. Године 1789. учествовао је у Скупштини сталежа као представник Перона. Играо је значајну улогу у Уставотворној скупштини. Заједно са Барнавом и Дупортом чинио је "тријумвират" који је контролисао левицу. Познат је по свом говору од 28. фебруара 1791. године у јакобинском клубу против Онореа Мирабоа. Мирабо је био лични непријатељ Ламета. Након покушаја бега Луја XVI до Варена, Ламет се измирио са својим непријатељем. Постао је, заједно са Барнавом и Дупортом, лидер фејантинаца подржавајући устав из 1791. године и уставну монархију. Служио је француску војску под Николасом Ликнером и Маркиз де Лафајетом. Оптужен је за издају 15. августа 1792. године јер је протестовао против напада на Тиљери. Побегао је из земље, а Аустријанци су га заробили. У Француску се вратио по успостављању Конзулата. Године 1810. постао је барон Француског царства. Пришао је уз Бурбоне 1814. године. Након Бурбонске рестаурације, Ламет је био префект Соме. Предводио је либералну опозицију. Написао је дело "Историју Уставотворне скупштине". Умро је 1829. године.